# Елевферий (Кацаитис)
Епископ Елевферий (греч. Επίσκοπος Ελευθέριος, имя при рождении Гео́ргиос Кацаи́тис, греч. Γεώργιος Κατσαΐτης; 1929, Патры — 6 января 2012, Афины) — архиерей Константинопольской православной церкви, епископ Нисский (1987—1994).

## Биография
Родился в 1929 году в городе Патры, в Греции.
В 1947 году отправился на Афон, стал монахом в монастыре Великая Лавра. В 1951 году был хиротонисан во иеродиакона, а в 1956 году — во иеромонаха.
В 1962 году окончил Халкинскую богословскую школу. С 1986 по 1989 год был членом правления Халкинской богословской школы.
5 февраля 1987 года был избран епископом Нисским, викарием Фиатирской архиепископии. 6 февраля того же года состоялась его епископская хиротония.
В 1994 году ушёл на покой, продолжая числиться епископом Нисским. Жил в Афинах.
6 января 2012 году был найден задушенным в своей афинской квартире, которая была ограблена.